# シャルロッテ・フォン・ヘッセン＝ホンブルク
シャルロッテ・フォン・ヘッセン＝ホンブルク（ドイツ語：Charlotte von Hessen-Homburg, 1672年6月17日 - 1738年8月29日）は、ザクセン＝ヴァイマル公ヨハン・エルンスト3世の2番目の妃。

## 生涯
シャルロッテはヘッセン＝ホンブルク方伯フリードリヒ2世とルイーゼ・エリーザベト・フォン・クールラントの長女である。
1694年11月4日にカッセルにおいてザクセン＝ヴァイマル公ヨハン・エルンストと結婚した。ヨハン・エルンスト3世は、最初の妃ゾフィー・アウグステ・フォン・アンハルト＝ツェルプストとの間の2子を結婚式に連れてきていたが、アルコール中毒者であり、兄ヴィルヘルム・エルンストにより統治から事実上排除されていた。シャルロッテは、寡婦財産としてハルディスレーベンを受け取り、夫の死から31年後に死去した。
1702年から1704年にかけて、ヴァイマルにシャルロッテのために黄城（Gelbe Schloss）が建設された。義兄ヴィルヘルム・エルンストが息子ヨハン・エルンストの後見人となった。しかし、シャルロッテは腫瘍を患っていた息子ヨハン・エルンストの世話を続け、ヨハン・エルンストは1715年に18歳で死去した。

## 子女
- カール・フリードリヒ（1695年 - 1696年）
- ヨハン・エルンスト4世（1696年 - 1715年） - ザクセン＝ヴァイマル公
- マリー・ルイーゼ（1697年 - 1704年）
- クリスティアーネ・ゾフィー（1700年 - 1701年）